# Symphonie no 2 de Bruch
Pour les articles homonymes, voir Symphonie no 2.
La Symphonie no 2 en fa mineur opus 36 est une œuvre du compositeur allemand Max Bruch.

## Composition
Bruch a composé la Deuxième Symphonie en 1870, deux ans après la Première Symphonie. Le succès de cette dernière à Sondershausen où elle avait été créée, ainsi qu'à Cologne et à Leipzig, avait incité Bruch à écrire une nouvelle symphonie. Il s'agit plus exactement d'une commande pour le Gewandhaus de Leipzig.  
D'après le compositeur, l'absence du Scherzo serait la raison pour laquelle cette œuvre n'a pas remporté le même succès que la précédente. 
Le troisième mouvement comprend un thème principal qui, si on peut dire, annonce celui du finale de la Première Symphonie de Brahms. De la même façon, il est joué d'abord par les cordes, puis par les vents.

## Mouvements
L'œuvre est en trois mouvements, contrairement aux deux autres symphonies ; les deuxième et troisième sont attachés, bien qu'il n'y ait pas d'indication :
1. Allegro appassionato, ma un poco maestoso, en fa mineur, à
2. Adagio ma non troppo, en ut mineur, à
3. Allegro molto tranquillo, en fa majeur, à

Durée : 32 à 40 minutes

## Orchestration
| Instrumentation de la Symphonie no 2                                 |
| Cordes                                                               |
| premiers violons, seconds violons, altos, violoncelles, contrebasses |
| Bois                                                                 |
| 2 flûtes, 2 hautbois, 2 clarinettes en si♭, 2 bassons                |
| Cuivres                                                              |
| 4 cors (en fa), 2 trompettes en si ♭, 3 trombones                    |
| Percussions                                                          |
| 2 timbales en fa et do                                               |

## Création
Lors de sa création le 24 novembre 1870 à Leipzig. 

## Analyse
L'écriture confronte les masses sonores, notamment les cordes et les cuivres, comme chez Anton Bruckner.